# Hibiscadelphus
Hibiscadelphus (hawaiisch: hau kuahiwi = Hochlandhibiskus) ist eine in Hawaiʻi endemische Pflanzengattung in der Unterfamilie Malvoideae innerhalb der Familie der Malvengewächse (Malvaceae).

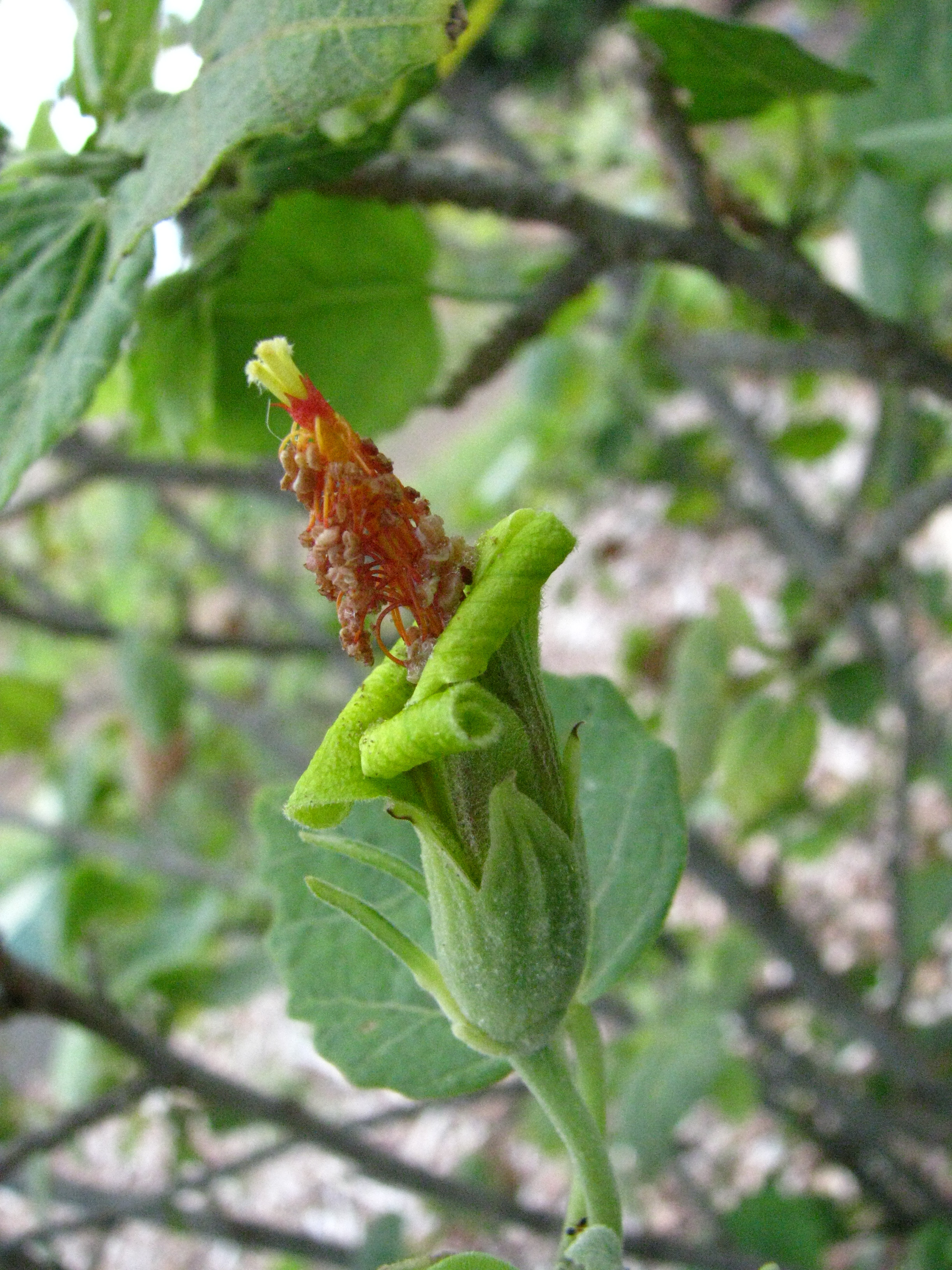
Hibiscadelphus distans

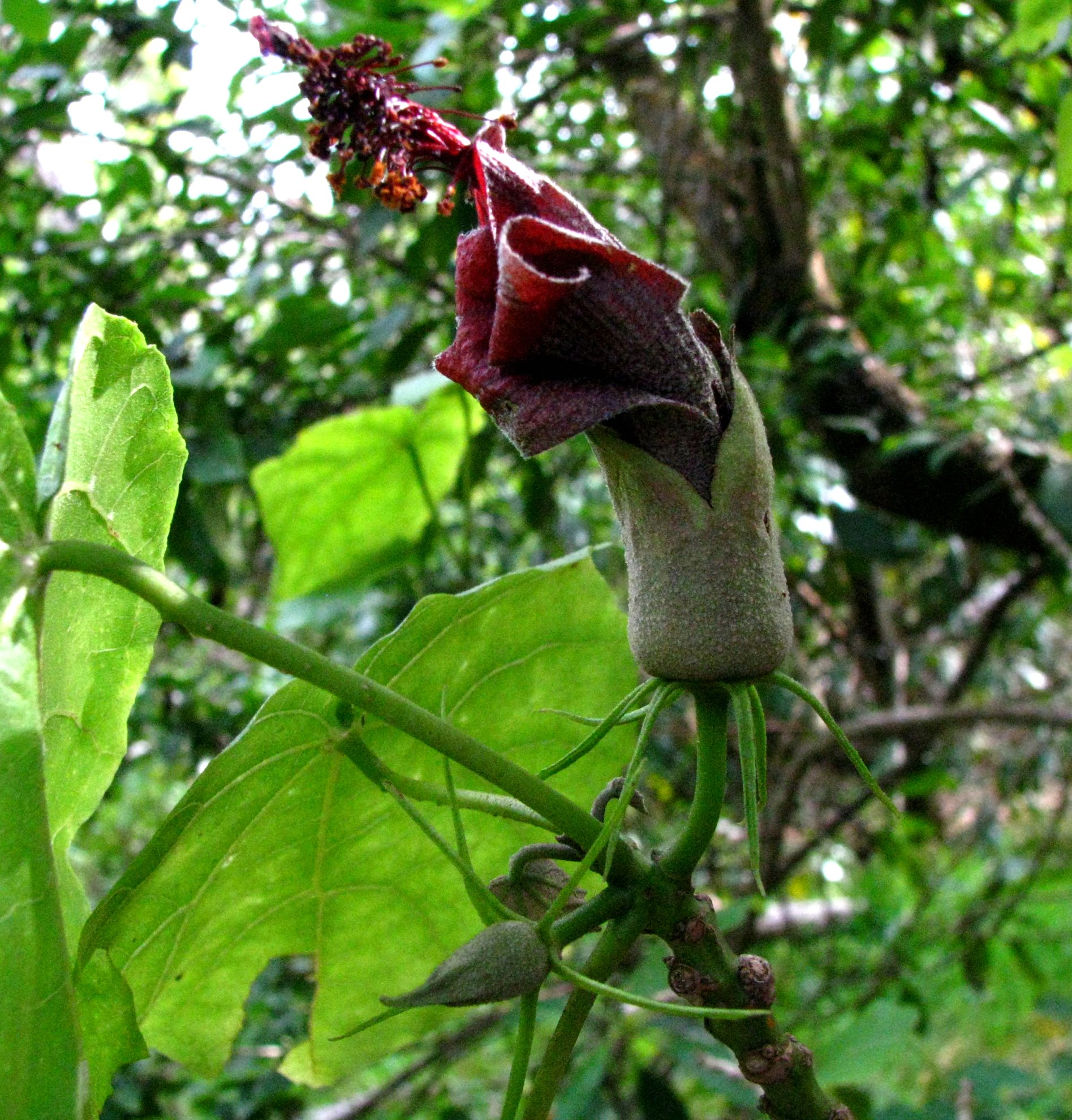
Hibiscadelphus giffardianus

## Beschreibung
Es sind laubabwerfende Laubbäume, die Wuchshöhen von 5 bis 7 Metern erreichen; sie haben eine abgerundete Krone. Die eiförmigen Laubblätter sind je nach Art entweder gelappt oder ungelappt.
Die Blüten hängen einzeln an den zierlichen Ästen. Die Kronblätter sind purpurrot oder rosafarben. Bei der Unterfamilie Malvoideae sind die vielen Staubblätter zu einer den Stempel umgebenden Röhre verwachsen, der sogenannten Columna. Die lange, kerzenförmige, dunkelrote Columna ist in ihrer gebogenen Form perfekt an die Schnabelform der hawaiischen Honigfresser (Drepanidinae) angepasst.
Der Hauptgrund für das Aussterben der Hibiscadelphus-Arten war vermutlich die starke gegenseitige Abhängigkeit zwischen den Pflanzen und den als Bestäuber fungierenden Vogelarten (Ornithophilie). Dadurch, dass die Kleidervögel die Hauptbestäuber waren, besiegelte das Aussterben der Vögel auch den Niedergang dieser Bäume. Ein weiterer Grund für die Seltenheit dieser Gattung ist die Konkurrenz mit Neophyten sowie die Lebensraumzerstörung durch eingeführte Ziegen und Schweine.

## Systematik
Zum ersten Mal beschrieben wurde die Gattung Hibiscadelphus im Jahre 1911 durch den österreichisch-amerikanischen Botaniker Joseph Francis Rock anhand der Art Hibiscadelphus giffardianus. Ihren botanischen Namen erhielt sie aufgrund ihrer Ähnlichkeit mit den Hibiskuspflanzen, insbesondere dem Lindenblättrigen Eibisch (Hibiscus tiliaceus); deshalb auch der Beiname „Bruder des Hibiskus“.
Heute gehören zur Gattung acht Arten von Bäumen, von denen drei bereits ausgestorben sind und weitere vier sehr selten oder in der Wildnis ausgestorben sind.
Hier eine Aufstellung der rezenten Arten:
- Hibiscadelphus distans L. E. Bishop & D. R. Herbst – Weniger als 200 Exemplare existieren oberhalb des Koaie-Flusses im Waimea Canyon auf Kauaʻi.
- Hibiscadelphus hualalaiensis Rock – Die Art war früher an den Hängen des Hualālai bei Kailua beheimatet, existiert jedoch heute nur noch in der Kultivierung, nachdem der letzte wildlebende Baum 1992 einging.
- Hibiscadelphus giffardianus Rock – Diese Art ist wild nur durch einen einzelnen Baum vom Mauna Loa, Hawaiʻi bekannt, der 1910 entdeckt wurde. 1930 ist dieser Baum gestorben. Vorher konnte er aber durch einige Stecklinge kultiviert werden und existiert heute in botanischen Gärten.
- Hibiscadelphus stellatus Oppenheimer, Bustamente & Perlman – 2014 beschriebene Art. 99 Exemplare existieren im Kaua`ula Valley im westlichen Maui.
- Hibiscadelphus woodii Lorence & W. L. Wagner – Diese Art wurde erst 1991 auf Kauaʻi entdeckt und 1995 erstbeschrieben. Die vier bekannten Exemplare gingen bis 2011 ein. 2019 wurde ein neues Exemplar per Drohnenfoto wiederentdeckt.[1]

Folgende Arten der Gattung gelten als ausgestorben:
- Hibiscadelphus bombycinus C.N. Forbes † - Vermutlich vor 1868 ausgestorben. Vorkommen: Kawaihae, Hawai'i
- Hibiscadelphus crucibracteatus R.W. Hobdy † - 1981 wurde auf einem Hang des Puhielelu Ridge auf Lānaʻi in einer Höhe von 750 m NN ein einzelner Baum entdeckt, der 1985 einging. Bemühungen, diesen Baum durch Sämlinge zu retten, schlugen fehl.
- Hibiscadelphus wilderianus Rock † - Vermutlich um 1912 ausgestorben. Bekannt von einem einzigen Baum, der 1910 bei Auwahi auf Maui, Hawaiʻi entdeckt wurde.

Des Weiteren gab es noch den Hybriden Hibiscadelphus ×puakuahiwi K.Baker & S.Allen, eine Kreuzung aus Hibiscadelphus hualalaiensis und Hibiscadelphus giffardianus, den man 1973 entdeckt hat, der aber inzwischen wieder zerstört ist.